# Temple de Kidal
Pour les articles homonymes, voir Kidal (homonymie).
Le temple de Kidal (indonésien : Candi Kidal) est un petit temple hindouiste indonésien de la période du royaume de Singasari situé dans l'est de Java, dans le village de Rejokidal, dans le kabupaten de Malang à environ 20 km à l'est de Malang.
Il est dédié à Anusapati, le deuxième roi de Singasari (règne 1227-1248), assassiné par un certain Tohjaya. Anusapati est mentionné dans le Nagarakertagama (stance 41, 1er vers), un poème épique écrit en 1365 à la gloire du roi Hayam Wurukde Majapahit par le poète de cour Prapanca.
Construit en pierre en 1248, il est de plan carré, sur une haute terrasse. Sa toiture pyramidale, aujourd'hui tronquée, ne culmine plus qu'à 12 m. Sa décoration raconte le Garudeya, un récit mythologique hindouiste qui prône la libération de l'esclavage. Les portes, hautes et étroites, sont surmontées de kâlas munis d'une mâchoire inférieure. Les makaras n'accompagnent pas les kâlas, contrairement aux temples plus anciens, mais se trouvent en bas des escaliers. Des garudas en bas-relief ornent les côtés, tandis que d'autres en haut-relief marquent les angles de la terrasse.
Il a été restauré en 1990.

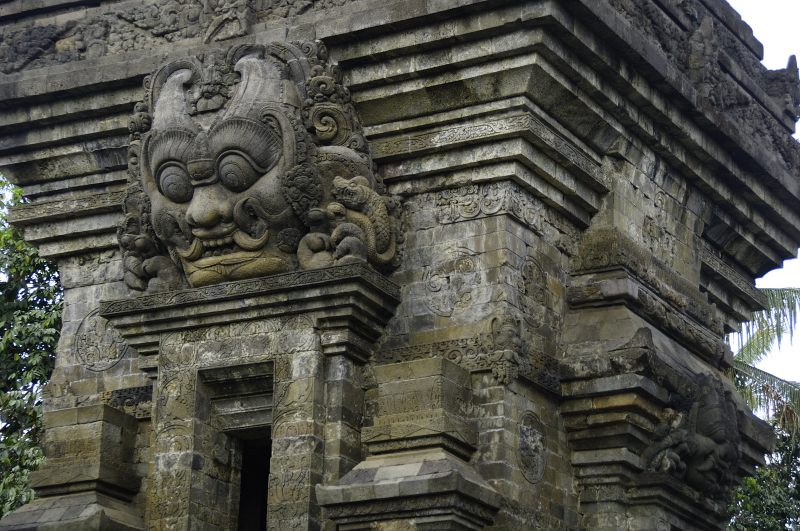
Un kâla du temple
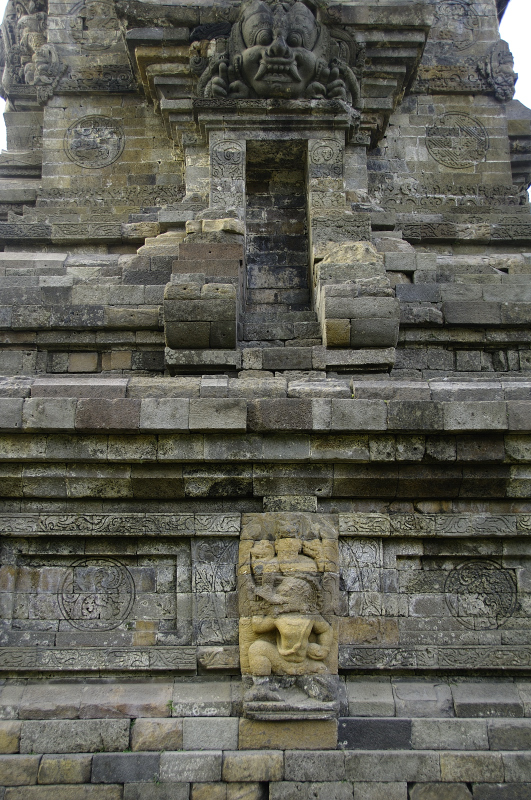
Vue latérale
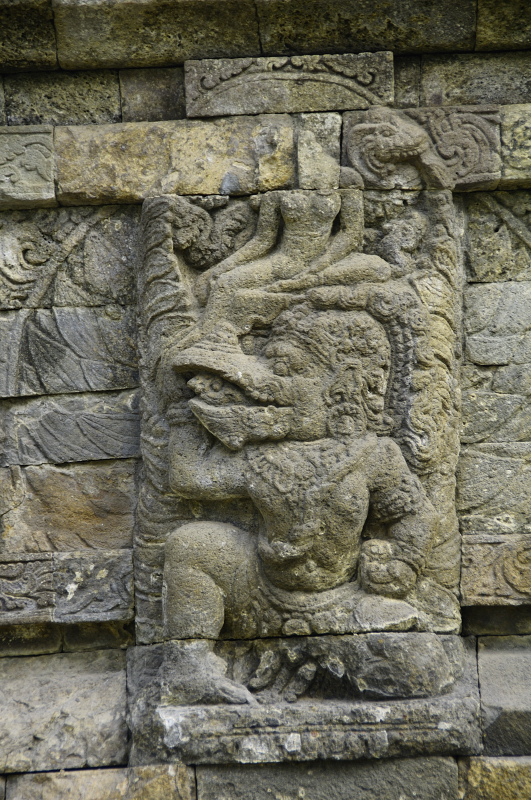
Un garuda du temple